# Synagoga Złota Róża we Lwowie
Synagoga Złota Róża we Lwowie (hebr. Turei Zahav; jid. Giłdene Rojze), zwana również Nachmanowicza – nieistniejąca synagoga znajdująca się w centrum Lwowa, w dzielnicy żydowskiej, przy ulicy Iwana Fedorowa 27, dawnej Blacharskiej.

## Historia
Synagoga została zbudowana w 1582 roku z inicjatywy i funduszy przewodniczącego lwowskiej (miejskiej) gminy żydowskiej Izaaka Nachmanowicza. Jej projektantami byli włoscy architekci: Paweł Szczęśliwy i Ambroży Nutclauss. Od imienia żony fundatora nazwano ja „Złotą Różą”. 
Murowany budynek synagogi wzniesiono na planie prostokąta w stylu renesansowym z reminiscencjami gotyku. Jej wnętrze stanowiła czworoboczna sala ze sklepieniem gotyckim, wspartym na renesansowych konsolach. Na każdej z trzech ścian umieszczone były dwa ostrołukowe okna. Aron ha-kodesz w postaci kamiennego renesansowego portalu stał na kilkustopniowym podwyższeniu przy ścianie wschodniej. Posadzka synagogi była niższa od poziomu ulicy o kilka stopni.
Po wkroczeniu wojsk niemieckich do Lwowa, 14 sierpnia 1941 roku synagoga została spalona przez Niemców, wraz z innymi lwowskimi synagogam, a w 1942 wysadzona. Ocalały fragmenty. 
W 2007 roku gmina żydowska we Lwowie podjęła kroki w celu rekonstrukcji synagogi w oparciu o zachowane fragmenty. Podjęto między innymi szeroko zakrojone prace archeologiczne. 
W 2009 roku student Wydziału Architektury Politechni Gdańskiej Michał Podgórczyk opracował projekt dyplomowy „Centrum Kultury Żydowskiej i synagoga we Lwowie”. Projekt ten zakładał budowę Centrum Kultury Żydowskiej oraz synagogi (która miała stać na ruinach synagogi Złotej Róży) w którą wkomponowane zostałyby fragmentu starego budynku. Podgórczyk za swój projekt otrzymał Nagrodę Architektoniczną im. Małgorzaty Baczko i Piotra Zakrzewskiego. 
W 2010 roku rada miejska Lwowa ogłosiła konkurs na zagospodarowanie przestrzenne placu po synagodze oraz projekt pomnika Żydów lwowskich. Konkurs wygrał architekt Franz Reschke. Na jesieni 2012 roku na Placu Synagog odbyły się prace archeologiczne.  Prace nad ostateczną wersją pomnika wciąż trwają.

## Galeria

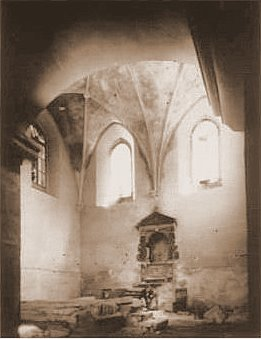
Wnętrze synagogi ok. 1900 r.
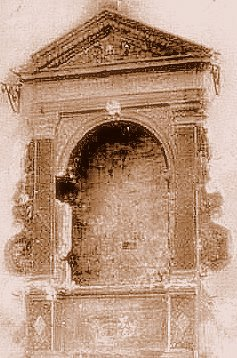
Aron ha-kodesz
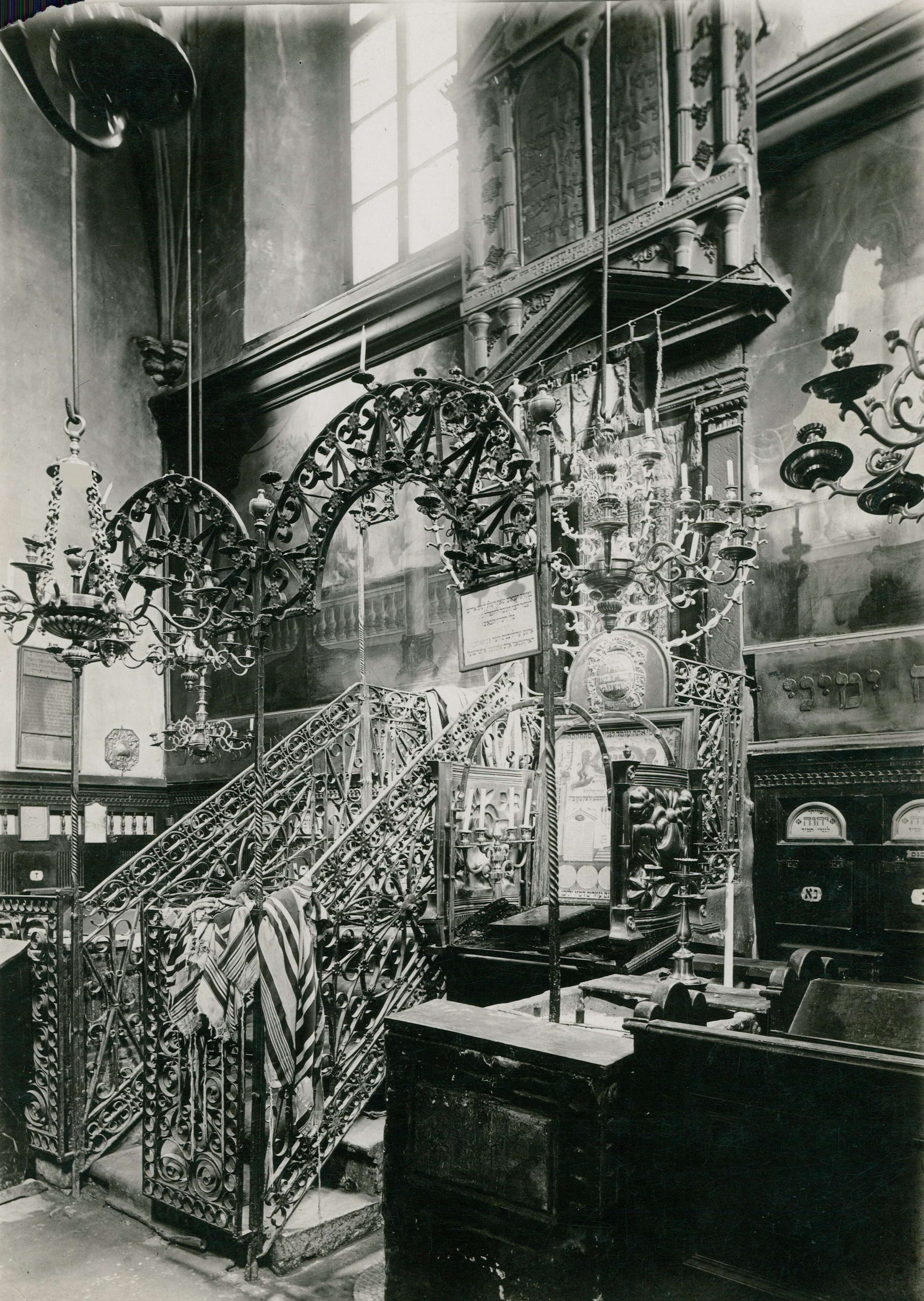
Wnętrze Synagogi, przed 1918
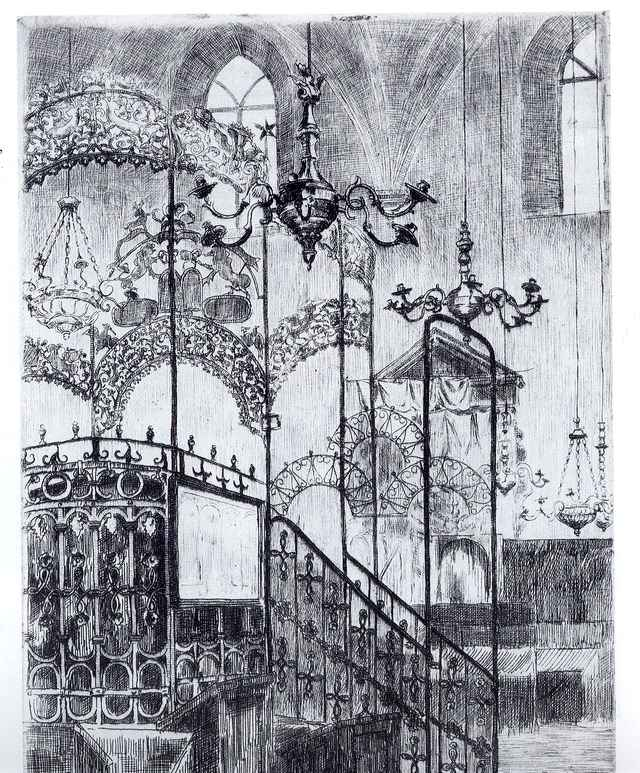
Wnętrze synagogi
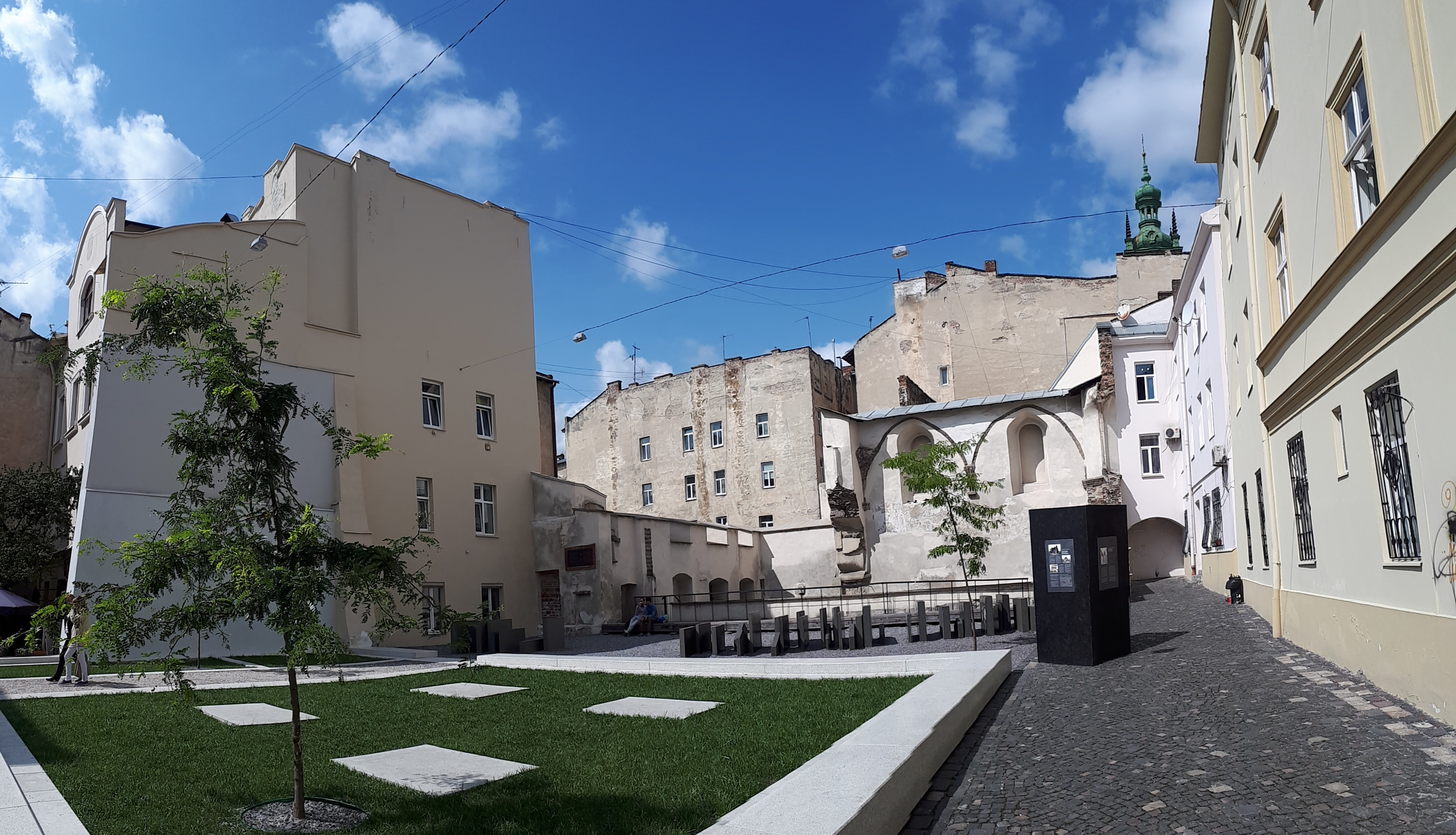
Widok współczesny